# Un koala, mon papa et moi
Le koala, mon papa et moi est un téléfilm allemand réalisé par Uwe Janson, diffusé en 2005.

## Synopsis
Nick, âgé de 9 ans, vit en Australie avec Bruce, son grand-père, Kate, une jeune femme chauffeur de poids-lourds, et un koala. Mais un jour, son grand-père a des problèmes cardiaques et il ne peut plus s'occuper de lui. La vie de Nick est alors complètement bouleversée. Le jeune garçon doit en effet rejoindre son père qu'il ne connaît pas et qui est installé en Allemagne. Celui-ci y exerce le métier de chef cuisinier.

## Fiche technique
- Titre : Le koala, mon papa et moi
- Titre original : Ein Koala-Bär allein zu Haus
- Réalisation : Uwe Janson
- Scénario : Andreas Knop et Beth Serlin
- Pays d'origine : Allemagne
- Format : Couleurs
- Genre : Comédie
- Durée : 90 minutes

## Distribution
- Jan Josef Liefers (V. F. : Patrick Mancini) : Thomas Löwe
- Anna Loos :  Kate
- Moritz Mack : Nick
- Günther Maria Halmer : Ernst
- Sheri Hagen : Catherine